# Jeanne Tripplehorn

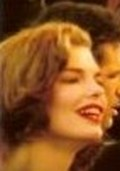
Jeanne Tripplehorn in Cannes 1992 zu Basic Instinct

Jeanne Marie Tripplehorn (* 10. Juni 1963 in Tulsa, Oklahoma) ist eine US-amerikanische Schauspielerin.

## Leben und Karriere
Nach der High School arbeitete Tripplehorn unter dem Namen „Jeanie Summers“ als DJ beim Radiosender KMOD in Tulsa. Anfang der 1990er Jahre trat sie als Schauspielerin in Film- und Fernsehen in Erscheinung und bekleidete größere Rollen in Basic Instinct (1992) neben Sharon Stone und Michael Douglas sowie Die Firma (1993) an der Seite von Gene Hackman und Tom Cruise. 1995 folgte die weibliche Hauptrolle an der Seite von Kevin Costner im bis dahin teuersten Film Waterworld (1995). Die Hauptrolle in der Drama-Serie Big Love, in der sie als Ehefrau eines Polygamisten zu sehen war, brachte ihr 2006 und 2007 zwei Satellite-Award-Nominierungen ein. 2009 wurde ihre Darstellung der Jacqueline Kennedy im Fernsehfilm Grey Gardens mit einer Emmy-Nominierung honoriert. Von 2012 bis 2014 war sie in einer Hauptrolle bei Criminal Minds zu sehen; sie verließ die Serie nach der neunten Staffel.
2017 wurde sie in die Academy of Motion Picture Arts and Sciences (AMPAS) aufgenommen, die jährlich die Oscars vergibt.
Tripplehorn war von 1990 bis 1996 mit Ben Stiller liiert und ist seit dem 14. Oktober 2000 mit ihrem Schauspielkollegen Leland Orser verheiratet, mit dem sie einen gemeinsamen Sohn hat.

## Filmografie
- 1991: Im Schatten des Todes (The Perfect Tribute, Fernsehfilm)
- 1992: Basic Instinct
- 1992: The Ben Stiller Show (Fernsehserie, drei Folgen)
- 1993: Die Nacht mit meinem Traummann (The Night We Never Met)
- 1993: Die Firma (The Firm)
- 1994: Reality Bites – Voll das Leben (Reality Bites)
- 1995: Waterworld
- 1995: The Making of ’Waterworld’ (Fernsehfilm)
- 1996: Mr. Show with Bob and David (Fernsehserie, eine Folge)
- 1997: Der Strom (Old Man, Fernsehfilm)
- 1997: Zwei Singles in L.A. (Til There Was You)
- 1997: Office Killer
- 1998: Monument Ave. (Snitch)
- 1998: Sie liebt ihn – sie liebt ihn nicht (Sliding Doors)
- 1998: Very Bad Things
- 1999: Mickey Blue Eyes
- 2000: Steal This Movie
- 2000: In „bester“ Gesellschaft – Eine Familie zum Abgewöhnen (Relative Values)
- 2000: Paranoid – 48 Stunden in seiner Gewalt (Paranoid)
- 2000: Timecode
- 2002: Stürmische Liebe – Swept Away (Swept Away)
- 2002: Spuren in den Tod (My Brother’s Keeper)
- 2003: Frasier (Fernsehserie, Folge 10x15)
- 2003: Word of Honor (Fernsehfilm)
- 2005: Dirty Movie (The Moguls, The Amateurs)
- 2006–2011: Big Love (Fernsehserie, 53 Folgen)
- 2007: Big Love: In the Beginning (Fernsehserie, zwei Folgen)
- 2007: The Trap (Kurzfilm)
- 2008: Winged Creatures
- 2009: Die exzentrischen Cousinen der First Lady (Grey Gardens, Fernsehfilm)
- 2010: Kleine Lügen auf Bewährung (Crazy on the Outside)
- 2010: Morning
- 2011: Five (Fernsehfilm)
- 2012: New Girl (Fernsehserie, zwei Folgen)
- 2012: Blue (Fernsehserie, eine Folge)
- 2012: Electric City (Fernsehserie, 20 Folgen)
- 2012–2014: Criminal Minds (Fernsehserie, 48 Folgen)
- 2013: A Perfect Man
- 2017: Little Pink House
- 2018: Gloria – Das Leben wartet nicht (Gloria Bell)
- 2019: Undone (Fernsehserie, 4 Episoden)
- 2019: BoJack Horseman (Fernsehserie, Episode 6x01, Stimme)
- 2020: Mrs. America (Miniserie, 9 Episoden)
- 2020: Ana
- 2022: The Gilded Age (Fernsehserie)
- 2022: The Terminal List – Die Abschussliste (The Terminal List, Fernsehserie)